# Oxytropis echidna
Oxytropis echidna är en ärtväxtart som beskrevs av Aleksei Ivanovich Vvedensky. Oxytropis echidna ingår i släktet klovedlar, och familjen ärtväxter. Inga underarter finns listade i Catalogue of Life.